# Odontochilus hatusimanus
Odontochilus hatusimanus là một loài thực vật có hoa trong họ Lan. Loài này được Ohwi & T.Koyama mô tả khoa học đầu tiên năm 1957.